# Svjetionik Rt Ražanj
Svjetionik Rt Ražanj je svjetionik na rtu Ražanj, zapadnom rtu otoka Brača, na južnom ulazu u Splitska vrata.
Svjetionik je značajna je orijentacijska točka za plovidbu kroz Splitska vrata i hvarski kanal. Jednostavna pačetvorinasta zgrada građena je kamenom u pravilnim redovima i pokrivena četverostrešnim krovom s pokrovom od kupe kanalice. U središtu južnog pročelja je poligonalna kula s lanternom na vrhu.

## Zaštita
Pod oznakom Z-5786 zavedena je kao nepokretno kulturno dobro – pojedinačno, pravna statusa zaštićena kulturnog dobra, klasificirano kao "profana graditeljska baština".

## Vanjske poveznice
|  | Zajednički poslužitelj ima još gradiva o temi Svjetionik Rt Ražanj |